# Lonchaea albitarsis
Lonchaea albitarsis is een vliegensoort uit de familie van de Lonchaeidae. De wetenschappelijke naam van de soort is voor het eerst geldig gepubliceerd in 1837 door Zetterstedt.